# Jan Bogaert
Jan Bogaert (Temse, 3 december 1957 – Bornem, 23 januari 2024) was een Belgisch wielrenner. Hij was beroepsrenner tussen 1980 en 1995, die in de kermiskoersen een veelwinnaar bleek en daaraan ook de bijnaam 'koning der kermiskoersen' overhield.

## Belangrijkste overwinningen
1979
- 3e etappe Circuit Franco-Belge
- Eindklassement Circuit Franco-Belge

1981
- Eindklassement Driedaagse van De Panne
- 6e etappe Ronde van Zwitserland
- Proloog en 2e etappe (deel A) Ronde van Nederland
- La Marseillaise

1982
- Schaal Sels
- E3 Harelbeke

1983
- Grote Scheldeprijs
- Criterium van Buggenhout

1984
- Nokere Koerse
- 3e etappe Ronde van België

1989
- GP Zele
- Flèche Hesbignonne-Cras Avernas

1990
- 2e, 5e (deel B), 9e, 10e en 12e etappe Milk Race
- 4e etappe Deel B Herald Sun Tour
- GP Zele

1991
- 1e etappe (deel B) Milk Race

1992
- 9e etappe Herald Sun Tour
- GP Dr. Eugeen Roggeman – Stekene

1994
- Omloop van het Waasland

## Resultaten in voornaamste wedstrijden
| Jaar | Ronde van Italië | Ronde van Frankrijk | Ronde van Spanje |
| ---- | ---------------- | ------------------- | ---------------- |
| 1980 |                  |                     |                  |
| 1981 |                  | opgave              |                  |
| 1982 |                  |                     |                  |
| 1983 | 137e             |                     |                  |
| 1984 |                  |                     |                  |
| 1985 |                  | 137e                |                  |
| 1986 |                  |                     |                  |
| 1987 | 132e             |                     |                  |
| 1988 |                  |                     |                  |
| 1989 |                  |                     |                  |
| 1990 |                  |                     |                  |
| 1991 |                  |                     |                  |
| 1992 |                  |                     |                  |

| Jaar | Milaan-San Remo | Gent-Wevelgem | Ronde van Vlaanderen | Parijs-Roubaix | Amstel Gold Race | Omloop Het Volk | Parijs-Brussel |
| ---- | --------------- | ------------- | -------------------- | -------------- | ---------------- | --------------- | -------------- |
| 1980 |                 | 5e            |                      | 26e            |                  |                 |                |
| 1981 |                 | 18e           | 20e                  |                |                  |                 | Brons          |
| 1982 | 16e             | 5e            | 5e                   |                | 17e              | 14e             | 14e            |
| 1983 | 115e            | 18e           | 10e                  | 29e            | ↑                |                 |                |
| 1984 | 51e             | 33e           |                      |                | 38e              |                 | 45e            |
| 1985 |                 | 16e           |                      | 25e            |                  | 8e              |                |
| 1986 |                 | 47e           |                      |                | 30e              |                 | 13e            |
| 1987 |                 | 67e           | 28e                  |                |                  |                 |                |
| 1988 |                 |               | 62e                  |                | 80e              |                 | 38e            |
| 1989 |                 |               |                      |                |                  |                 | 41e            |
| 1990 |                 | 28e           | 72e                  |                |                  |                 |                |
| 1991 |                 | 57e           |                      |                |                  |                 |                |
| 1992 |                 | 119e          |                      |                |                  |                 | 6e             |

## Ploegen
- 1980 - Mini Flat-Vermeer Thijs
- 1981 - Vermeer Thijs
- 1982 - Europ Decor
- 1983 - Europ Decor-Dries
- 1984 - Dries-Verandalux
- 1985 - Verandalux-Dries
- 1986 - Transvemij-van Schilt
- 1987 - Transvemij-van Schilt
- 1988 - Intral Renting
- 1989 - La William-Tonnisteiner
- 1991 - Collstrop-Isoglass
- 1992 - Assur Carpets-Naessens
- 1993 - Willy Naessens
- 1994 - Palmans-Inco Coating
- 1995 - Zetelhallen